# Bitwa pod Rheinfelden
Bitwa pod Rheinfelden – starcia zbrojne, jakie rozegrały się nad Renem 28 lutego i 3 marca 1638 roku podczas wojny trzydziestoletniej.
Książę Bernard Weimarski na czele wojsk protestanckich przystąpił do oblężenia Rheinfelden w Badenii, rozłożywszy swą armię (8 000 ludzi) na obu brzegach Renu. Z odsieczą nadciągnęła z Bawarii armia cesarska pod wodzą Johanna von Werth, a z Lotaryngii wojska księcia Savello. Połączyły się one w pobliżu Rheinfelden i 28 lutego niespodziewanie zaatakowały część sił Bernarda na prawym brzegu, odnosząc zwycięstwo dzięki dużej przewadze liczebnej. Pokonany książę Bernard wycofał pozostałe swe siły do badeńskiego Laufenburga.
Sądząc, że jest on niezdolny do dalszych działań, zwycięzcy rozesłali piechotę na leże zimowe, a jazdę na furażowanie. Tymczasem ks. Bernard przerzucił z powrotem pod Rheinfelden swą jazdę lasami, a piechotę doliną Renu i 3 marca przez zaskoczenie rozbił siły cesarskie. Blokując jazdą wszystkie wyjścia z doliny Renu, zdobył szturmem ostatnią pozycję wojsk nieprzyjacielskich we wsi Nollingen. Do niewoli wziął 3000 jeńców (w tym obu wodzów), zdobył 56 chorągwi i 4 działa. Zwycięstwo to pozwoliło następnie zdobyć potężną twierdzę Breisach panującą nad doliną górnego Renu.